# Mino Raiola
Carmine "Mino" Raiola (italienskt uttal: [ˈkarmine ˈmiːno ˈraːjola, - raˈjɔːla]), född 4 november 1967 i Nocera Inferiore i Kampanien i Italien, död 30 april 2022 i Milano, var en italiensk-nederländsk fotbollsagent. Raiola var fotbollsagent åt flera stora fotbollsspelare som Zlatan Ibrahimović, Paul Pogba, Henrich Mchitarjan, Marco Verratti, Gianluigi Donnarumma, Matthijs de Ligt, Rolf Feltscher, Erling Haaland, Mario Balotelli, och Pavel Nedvěd.

## Biografi
Mino Raiola föddes i den lilla staden Nocera Inferiore i provinsen Salerno i södra Italien. När han var ett år gammal emigrerade hans föräldrar till Haarlem i Nederländerna där de öppnade en italiensk restaurang. När Raiola var 11 år gammal började han arbeta på restaurangen där han städade, diskade och hjälpte till som kypare. Som 15-åring var han ansvarig för restaurangens ekonomi. Som 18-åring köpte han en McDonald’s-restaurang som han sålde vidare med stor vinst.

## Fotbollsagent
Som ung spelade Raiola fotboll i det lokala laget FC Haarlem men slutade när han fyllde 18. 16 år gammal blev han invald i FC Haarlems styrelse och som 18-åring blev han tränare för Haarlems juniorlag. På kvällarna läste han juridik vid universitetet där han blev intresserad av hur fotbollskontrakt var utformade. Inom Holland såldes spelarna enligt förutbestämd taxa baserat på lön, meriter och ålder. Det fanns ingen praxis för övergångar utanför Holland. Raiola utnyttjade detta när han 20 år gammal började arbeta som agent och specialiserade sig på att sälja holländska spelare utomlands och utmanade därigenom både det holländska fotbollsförbundet och landets etablerade agenter.
År 1993 ledde han förhandlingarna när Dennis Bergkamp skrev kontrakt med Inter Milan vilket blev Raiolas stora genombrott som agent. Vid Pavel Nedveds övergång till Juventus 2001 blev Raiola vän med Luciano Moggi. År 2003 blev Raiola agent för Zlatan Ibrahimović och Raiolas vänskap med Moggi var en anledning till att Ibrahimovic gick till Juventus ett år senare. Raiola bodde i Monaco. Enligt Sky tjänade han cirka 50 miljoner kronor per år.
I augusti 2016 efter att ha avslutat Paul Pogbas flytt till Manchester United, tjänade Raiola närmare 25 miljoner euro; därefter köpte Raiola en villa i Miami, som tidigare ägts av Al Capone.
Den 8 maj 2019 förbjöd det italienska fotbollsförbundet Raiola från att arbeta som fotbollsagent under tre månader, medan hans kusin Vincenzo Raiola var avstängd under två månader. Den 10 maj 2019 förlängdes förbudet internationellt efter att FIFA:s disciplinära kommitté granskat det italienska fotbollsförbundets beslut. Raiola och hans kusin överklagade till den federala appellationsdomstolen i Italien som 13 juni 2019 hävde beslutet.
Den 22 januari 2020 kritiserade flera agenter, däribland Raiola, Jorge Mendes och Jonathan Barnett, FIFA med anledning av planerna på att införa ett tak för transferbetalningar.

## Personligt liv
Raiola talade sju språk flytande, italienska, engelska, tyska, spanska, franska, portugisiska och nederländska.
I januari 2022 lades Raiola in på San Raffaele-sjukhuset i Milano med lungsjukdom. I april 2022 indikerade Raiolas affärspartner och en läkare som behandlade honom att Raiola "kämpade" för sitt liv. Raiola rapporterades felaktigt ha dött den 28 april 2022, i ett inlägg på sina sociala medier påstod han: "Andra gången på fyra månader som de dödar mig."
Den 30 april bekräftade Raiolas familj att han avlidit.

## Klienter
- Zdeněk Grygera (2009–2012)[20]9
- Zlatan Ibrahimović (2003–)[21][22]
- Martin Jol (football manager)
- Felipe Mattioni (2008–)[23]
- Mario Balotelli (2010–)[24]
- Maxwell (2009–2017 )[25]
- Pavel Nedvěd (2003–2009)[21]
- Kerlon Moura Souza (2007–2014)[26]
- Mark van Bommel (2010–2013)
- Marvin Zegelaar (2009–)
- Paul Pogba (2012–2016)[27]
- Marek Hamšík (?–)
- Luciano Narsingh (2010–)
- Vladimír Weiss (?–)
- Ola Toivonen (?–)
- Henrich Mchitarjan (2013–)
- Romelu Lukaku (?–2018)
- Marco Veratti[28] (2017–)

Raiola har också representerat klubbar och förhandlat vid övergångar av:
- Dennis Bergkamp
- Robinho
- Marciano Vink
- Bryan Roy
- Michel Kreek
- Wim Jonk